# Krasnouralsk
Krasnouralsk (ryska Красноура́льск) är en stad i Sverdlovsk oblast i Ryssland. Folkmängden uppgår till cirka 23 000 invånare.

## Historia
Bosättningen grundades 1832 när guld upptäcktes i området. Brytning av kopparmalm påbörjades i området på 1800-talet. 1928–1930 grundades här ett av Sovjetunionens största kopparsmältverk.